# Bassett (Iowa)
Bassett és una població dels Estats Units a l'estat d'Iowa. Segons el cens del 2000 tenia 74 habitants.

## Demografia
Segons el cens del 2000, Bassett tenia 74 habitants, 29 habitatges, i 18 famílies. La densitat de població era de 77,2 habitants per km².
Dels 29 habitatges en un 20,7% hi vivien nens de menys de 18 anys, en un 65,5% hi vivien parelles casades, en un 0% dones solteres, i en un 34,5% no eren unitats familiars. En el 20,7% dels habitatges hi vivien persones soles el 6,9% de les quals corresponia a persones de 65 anys o més que vivien soles. El nombre mitjà de persones vivint en cada habitatge era de 2,55 i el nombre mitjà de persones que vivien en cada família era de 3,16.
Per edats la població es repartia de la següent manera: un 21,6% tenia menys de 18 anys, un 6,8% entre 18 i 24, un 25,7% entre 25 i 44, un 31,1% de 45 a 60 i un 14,9% 65 anys o més.
L'edat mediana era de 42 anys. Per cada 100 dones de 18 o més anys hi havia 93,3 homes.
La renda mediana per habitatge era de 30.000 $ i la renda mediana per família de 28.750 $. Els homes tenien una renda mediana de 28.333 $ mentre que les dones 9.167 $. La renda per capita de la població era de 13.131 $. Entorn del 16,7% de les famílies i el 14,9% de la població estaven per davall del llindar de pobresa.

## Poblacions més properes
El següent diagrama mostra les poblacions més properes.